# Nelson Horatio Darton

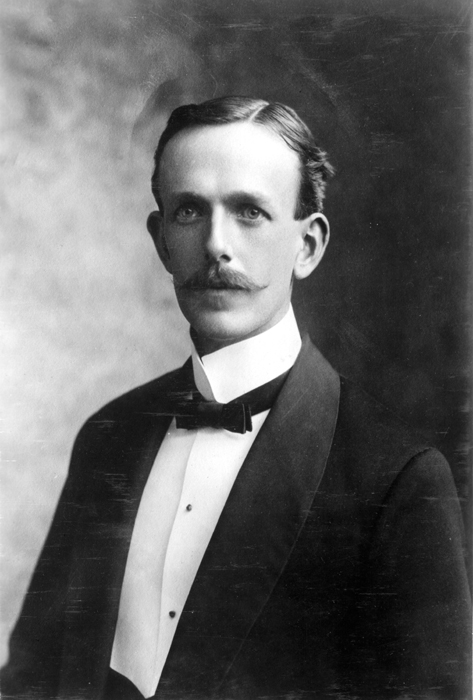
Darton um 1895

Nelson Horatio Darton (* 1865 in Brooklyn, New York City; † 1948) war ein US-amerikanischer Geologe.
Im Alter von 13 Jahren begann er in der Apotheke seines Onkels zu arbeiten, wo er zum Chemiker ausgebildet wurde und Kenntnisse in der Herstellung von Medikamenten erwarb. Seine Interesse an der Geologie war zunächst nur nebensächlich, 1886 trat er jedoch auf einen Anregung des Geologen G.K. Gilbert dem United States Geological Survey (USGS) bei.
Darton war ein Experte der geologischen Fotografie und ein bekannter Erzeuger geologischer Karten. Nachdem er zunächst an einem Kartenwerk über die Geologie der Appalachen gearbeitet hatte, wandte er sich der geologischen Kartierung zu und arbeitete so in New York, Texas, Arizona, New Mexico, South Dakota, Nebraska, Kansas, Wyoming und Colorado. In einigen Fällen musste er zunächst eine topographische Karte seines Arbeitsgebiets herstellen, wenn eine solche noch nicht vorlag.
Er arbeitete darüber hinaus als Hydrogeologe und machte einige wichtige paläontologische Entdeckungen. Insgesamt verfasste er mehr als 200 wissenschaftliche Aufsätze; ihm sind mehr als 2100 großformatige geologische Fotos zu verdanken, die sich heute in der USGS Photo Library in Denver befinden.
1936 trat er in den Ruhestand, blieb jedoch weiter geologisch aktiv, vor allem auf dem Gebiet um Washington, D.C. Bis wenige Wochen vor seinem Tod kam er täglich in sein Büro beim USGS und hielt Vorträge. 1940 erhielt er die Penrose-Medaille der Geological Society of America.